# Xanthoparmelia botryoides
Xanthoparmelia botryoides är en lavart som beskrevs av Kurok. Xanthoparmelia botryoides ingår i släktet Xanthoparmelia och familjen Parmeliaceae.   Inga underarter finns listade i Catalogue of Life.